# 폐후 허씨 (전한)
효성황후 허씨(孝成皇后 許氏, ? ~ 기원전 8년)는 전한 성제의 첫 번째 황후로, 평은후(平恩侯) 허가의 딸이다. 이름은 허아(許娥)

## 생애
한 원제는 모친 공애황후가 황후의 자리에 오르고 얼마 후, 곽씨에게 독살 당하자 같은 허씨인 허가의 딸을 태자비로 간택하였다.
허황후 허비의 언니 평안강후(平安剛侯) 부인 허알(許謁)은 허비(許妃)에 대한 성제의 마음을 돌리기 위해 법술을 하여 성제의 아이를 가진 후궁 왕미인과 왕봉 등을 저주했다.
이 일이 탄로나자, 황태후는 크게 노하여 허알과 모의 세력은 모두 사형에 처하고 허황후도 연좌되어 폐위 되어 소대궁(昭臺宮)으로 쫓겨 났다. 허씨 친족들은 고향 산양군으로 돌아갔다. 평은후 허단(平恩侯 許旦)은 서울에서 쫓겨나 자신의 봉지로 돌아 갔다.
허황후는 소대궁에서 지낸지 1년 후, 다시 한성제의 부름을 받았다. 9년 후, 성제는 허씨를 측은하게 여겨 죽임을 당한 허알의 가족을 수도로 불러 들이게 했다.
그러나 같은 해, 허화후는 파멸하고 말았다. 언니인 허미(許孊)는 과부가 되어 있었는데 위위 순우장과 사통하여 첩이 되었다. 순우장은 미를 속여 자신이 황제와 잘 아는 사이라며 다시 한 번 허황후를 황후의 지휘로 만들어 주겠다고 하였다.
허황후는 이 말에 속아 허미를 통해 순우장에게 편지를 보냈는데, 순우장은 허황후를 조롱하는 편지를 허미에게 보냈다. 이 편지가 발각되자 한성제는 허황후에게 독약을 내리라고 지시하였다. 허황후는 스스로 목숨을 끊었다.

## 같이 보기
- 한 성제
- 공애황후
- 평안강후 허알
- 왕미인
- 왕봉